# 唐元陵
元陵为唐十八陵之一，为唐代宗李豫墓。位于渭南市富平县西北15公里檀山。
大历十四年（779年），唐代宗驾崩在长安紫宸殿，葬在元陵，与睿真皇后沈氏衣冠共葬。因山为陵，陵区周围二十公里。陵区现有石狮二对，石马三对，华表一通。均已残破。无陪葬。